# Paul Janet (philosophe)
Pour les articles homonymes, voir Janet et Paul Janet.
Paul Alexandre René Janet, né à Paris le 30 avril 1823 et mort à Paris le 4 octobre 1899, est un philosophe français.

## Biographie

### Jeunesse et études

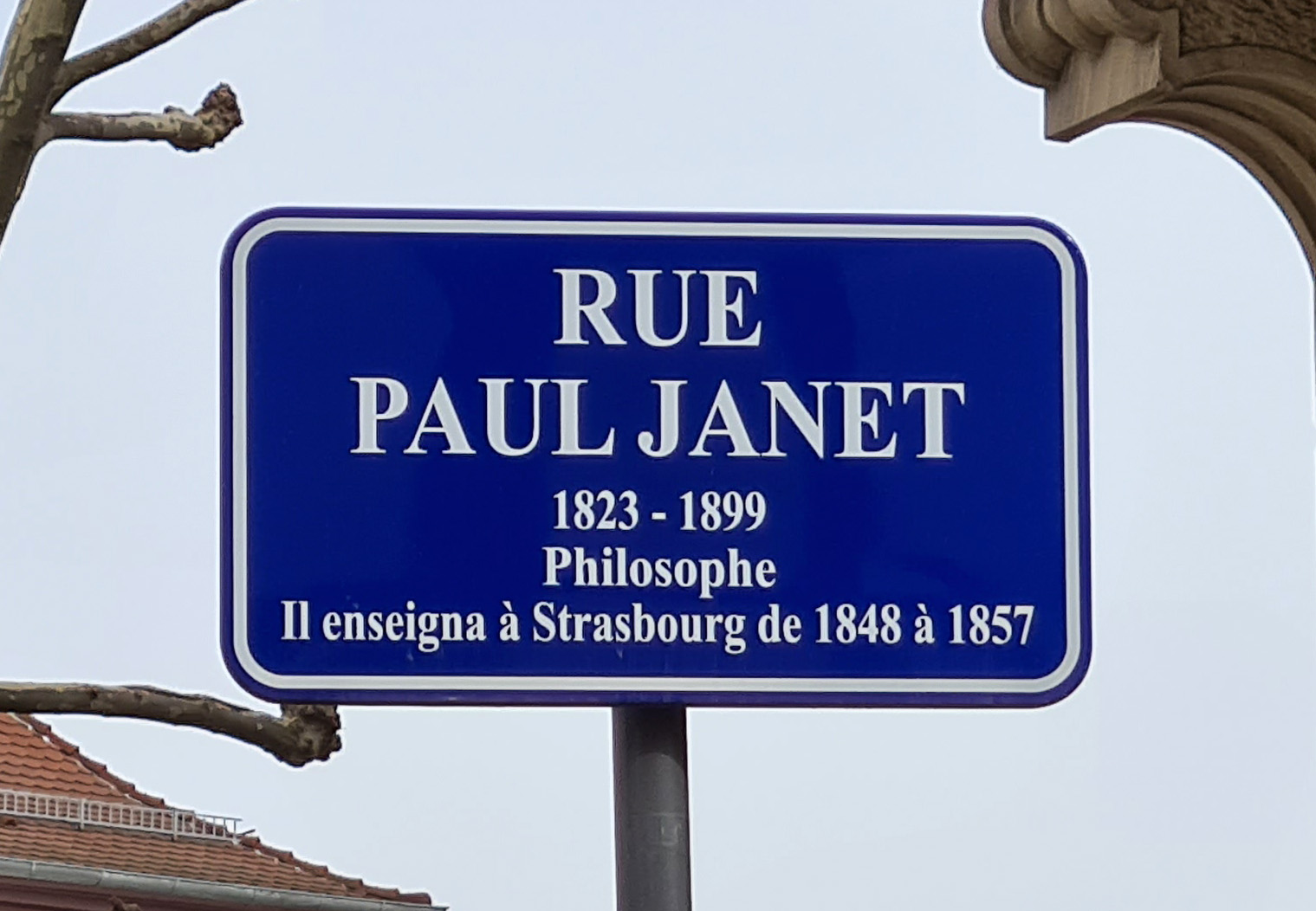
Plaque de rue à Strasbourg.

Paul Janet est élève à l'École normale supérieure de la rue d'Ulm en 1841. Il est reçu à l'agrégation de philosophie en 1844, au rang de major. II soutient ses deux thèses de doctorat ès lettres le 26 août 1848, à la faculté de l'université de Paris. La première, en français, traite de la dialectique platonicienne. La deuxième, en latin, s'intéresse à la vie plastique de la nature, célébrée dans le système intellectuel de Ralph Cudworth.  

### Parcours professionnel
De 1853 à 1896, il participe à des dizaines de soutenances de thèses de doctorat, en qualité de membre du jury. 
Il devient professeur de philosophie morale à Bourges (1845-1848), à Strasbourg (1848-1857), puis de logique au lycée Louis-le-Grand à Paris (1857-1864). À partir de 1862, il est professeur suppléant de philosophie à la Sorbonne puis en 1864, il occupe la chaire d'histoire de la philosophie dans cette université jusqu'en 1898. 
Paul Janet est recruté par Émile Boutmy comme enseignant de philosophie à l'École libre des sciences politiques (Sciences Po).
Il est élu membre de l'Académie des sciences morales et politiques en 1864 et est également membre du Conseil supérieur de l'Instruction publique en 1880.
Ses travaux concernent essentiellement la philosophie, la politique et l'éthique en s'inscrivant dans la lignée de l'éclectisme de Victor Cousin et à travers lui, de Hegel.

## Son œuvre
On lui doit en outre (avant Bergson) des considérations novatrices sur la durée de la vie. Il postule l'idée selon laquelle le temps passe plus vite au fur et à mesure que l'on grandit, cela étant dû au fait que l'homme a une vision subjective de la temporalité. Concrètement, le temps passe plus vite car « lorsque l’on a 10 ans, une année représente 10 % de notre vie, et semble vraiment une durée très longue. En revanche, à 50 ans, une année ne représente plus que 2 % de notre vie, et peut sembler durer 5 fois moins longtemps. »[réf. nécessaire]
Dans son œuvre principale, La Morale, il développe une philosophie éthique qu'il qualifie lui-même d'eudémonisme rationnel « opposé d'un côté à l'eudémonisme utilitaire, et de l'autre au formalisme trop abstrait de la morale de Emmanuel Kant, mais en même temps les conciliant l'un et l'autre ». Antonin-Gilbert Sertillanges reprendra à son compte cette conception. Paul Janet qualifie également sa doctrine de déontologisme en le reliant cependant à un éclectisme éthique visant à concilier aussi bien Aristote que Kant ou John Stuart Mill.
Pour y parvenir, il part du principe selon lequel le bien moral suppose un bien naturel qui lui sert de fondement. Ce bien naturel n'est pas le plaisir mais l'excellence, ce qu'il y a de meilleur dans les biens extérieurs, puis dans le corps humain, puis dans l'âme. Et ce qu'il y a de meilleur dans l'âme est « la personnalité, c'est-à-dire la volonté raisonnable » en tant qu'elle s'unit avec la personnalité des autres hommes dans la fraternité et avec des biens impersonnels comme le beau, le vrai, le saint. La distinction entre bien et plaisir signifie que tout plaisir n'est pas forcément un bien, mais non que tout bien ne soit pas un plaisir en quelques façons. Il y a du plaisir à agir comme le voulait Aristote, et l'action excellente apporte donc le plaisir le plus élevé, ce qui revient au bonheur, de sorte qu'il n'y a pas à opposer comme Kant la valeur morale et la nature humaine, ce qui serait contradictoire, mais plutôt à les accorder comme l'ont compris, selon Janet, les utilitaristes comme Bentham ou Mill. Seulement le bonheur n'est pas comme le pense Bentham le résultat d'un calcul aboutissant à combiner un maximum de plaisirs, c'est « la plus haute joie, le plus pur plaisir ».
Mais cette doctrine du bonheur est aussi une doctrine du devoir, c'est-à-dire de la loi qui consiste à chercher notre perfection, notre plus haut accomplissement moral possible qui est aussi le bonheur comme joie la plus haute. Comme le bien moral découle du bien naturel, « le devoir consiste à faire le bien. - Le bien consiste à faire son devoir. En d'autres termes, le devoir consiste à rechercher ce qui est naturellement bon ; et l'acte moralement bon est celui qui est fait par devoir. » ce qui s'accorde avec la doctrine morale de Kant.

## Ouvrages
- Essai sur la dialectique dans Platon et dans Hegel (1855)
- La Famille : leçons de philosophie morale (1855)
- Histoire de la philosophie morale et politique dans l’antiquité et les temps modernes (deux volumes, 1858)
- Le Matérialisme contemporain en Allemagne : Examen du système du docteur BüchnerLe Matérialisme contemporain en Allemagne : Examen du système du docteur Büchner , Éd. Germer Baillière, coll. «Bibliothèque de philosophie contemporaine» (1864)
- La Crise philosophique. MM. Taine, Renan, Littré et Vacherot, Éd. Germer Baillière, coll. «Bibliothèque de philosophie contemporaine» (1865)
- La Liberté de penser (1866) (Revue des Deux Mondes, 2e période, tome 65, 1866)
- Le Cerveau et la Pensée, Éd. Germer Baillière, coll. «Bibliothèque de philosophie contemporaine» (1867)
- Philosophie du bonheur (1867)
- Éléments de morale (1870)
- Histoire de la science politique dans ses rapports avec la morale (seconde partie) (deux volumes, 1872). Nouvelle édition de l’Histoire de la philosophie morale et politique dans l’antiquité et les temps modernes
- Les Problèmes du XIXe siècle : la politique, la littérature, la science, la philosophie, la religion (1872)
- La Morale (1874)
- Philosophie de la Révolution française, Éd. Germer Baillière, coll. «Bibliothèque de philosophie contemporaine», (1875)
- Les Causes finales, Éd. Germer Baillière, coll. «Bibliothèque de philosophie contemporaine», (1876)
- Saint-Simon et le Saint-Simonisme, Éd. Germer Baillière, coll. «Bibliothèque de philosophie contemporaine», (1878)
- Court Traité sur Dieu, l'homme et la béatitude, traduction du Tractatus de Deo et homine ejusque felicitate de Baruch Spinoza.
- La Philosophie française contemporaine (1879)
- Traité élémentaire de philosophie à l'usage des classes (1879)
- Les Maîtres de la pensée moderne, Éd. Germer Baillière, coll. «Bibliothèque de philosophie contemporaine», (1883)
- Les Origines du socialisme contemporain (1883)
- Victor Cousin et son œuvre (1885)
- Éléments de philosophie scientifique et de philosophie morale (1890)
- La philosophie de Lamennais, Paris, Félix Alcan, coll. «Bibliothèque de philosophie contemporaine», 1890.
- Principes de métaphysique et de psychologie : Leçons professées à la Faculté des lettres de Paris, 1888-1894 (seconde partie) (deux volumes, 1897).